# 哈马丹帕斯足球俱乐部
哈马丹帕斯足球俱乐部（波斯語：‎），伊朗哈马丹市的一个足球俱乐部。该队成立于2007年6月9日，由原德黑兰帕斯队衍变而来。